# Lac-Etchemin
Lac-Etchemin är en kommun och tätort (centre de population) i provinsen Québec i Kanada. Den ligger i regionen Chaudière-Appalaches, i den sydöstra delen av landet, 400 km öster om huvudstaden Ottawa.